# Frediano
Frediano  è un nome proprio di persona italiano maschile.

## Varianti
- Femminili: Frediana[2]

## Origine e diffusione
Nome di scarsa diffusione, attestato principalmente in Toscana, il cui uso è dovuto al culto di san Frediano, un vescovo ed eremita di origini irlandesi patrono della città di Lucca.
L'etimologia del nome è incerta; in molti casi viene ricondotto, senza documentazione a sostegno, al termine germanico frid (o frithu, "pace", da cui anche Frida, Fridolino e Federico), latinizzato con il suffisso -ianus, che indica attinenza; il significato complessivo potrebbe quindi essere interpretato come "amante della pace", "sostenitore della pace". Altre fonti, invece, lo ricollegano al nome latino Frigidianus, a sua volta basato su frigidus ("freddo").

## Onomastico
L'onomastico ricorre il 18 marzo (data della morte) o il 18 novembre (data della traslazione delle reliquie) in memoria di san Frediano, vescovo di Lucca.

## Persone
- Frediano di Lucca, vescovo e santo irlandese
- Frediano Freschi, calciatore italiano
- Frediano Manzi, imprenditore e attivista italiano
- Frediano Sessi, scrittore, saggista e traduttore italiano

### Variante femminile Frediana
- Frediana Biasutti, giornalista italiana